# Вакцинація проти COVID-19 у Греції
Вакцинація проти COVID-19 у Греції — це кампанія масової імунізації населення Греції проти COVID-19 під час пандемії коронавірусної хвороби. Вакцинальна кампанія в країні розпочалась 27 грудня 2020 року. Станом на 30 червня 2022 року в Греції 7919254 особи отримали свою першу дозу (75,4 % від загальної кількості населення), а 7629060 осіб — повністю. щеплені (72,6 % від загальної кількості населення). Всього бустерну вакцинацію отримали 6119231 осіб (58,2 % від загальної кількості населення).

## Використання вакцин
У світі існує низка вакцин проти COVID-19, які знаходяться на різних стадіях розробки.
| Вакцина            | Схвалення       | Застосування   |
| ------------------ | --------------- | -------------- |
| Pfizer–BioNTech    | 21 грудня 2020  | 27 грудня 2020 |
| Moderna            | 6 січня 2021    | 12 січня 2021  |
| Oxford-AstraZeneca | 29 січня 2021   | 7 лютого 2021  |
| Janssen J&J        | 11 березня 2021 | 5 травня 2021  |
| Novavax            | 20 грудня 2021  | 5 березня 2022 |